# Islam Grčki
Islam Grčki je naselje na Hrvaškem, ki upravno spada pod mesto Benkovac Zadrske županije.
Naselje leži ob državni cesti D56 Benkovac-Islam Latinski na nadmorski višini 154 m, okoli 25 km severovzhodno od Zadra. Od bližnjega Islama Latinskega, je oddaljen okoli 1,5 km. V naselju stoji pravoslavna cerkev sv. Georgija, postavljena leta 1675.
Kraj je naseljen že od prazgodovine. Pri arheoloških izkopavanjih so odkrili ostanke iz stare in mlajše kamene dobe, ter bakrene, bronaste, železne dobe in antike. Kot turško naselje je nastalo po letu 1571 na mestu hrvaškega srednjeveškega naselja Trščan in Kačina Gorica ter dvorca ninskega škofa, ki je bil postavljen v  13. stoletju, katerega pa so Turki spremenili v utrdbo Cetiglavac. Kot zadnji turški poglavar se omenja Jusuf-aga Turič. Od leta 1647 je bil kraj v skupini beneških posesti v Dalmaciji, od leta 1670 pa posest plemiške družine Mitrović-Janković. Kraj je današnje ime dobilo leta 1709. V letih 1991 - 1995 je bil del t. i. "Republike srbske Krajine". Pod nadzor in pravni red Republike Hrvaške v njenih mednarodno priznanih mejah preide po operaciji Oluja (Nevihta) avgusta 1995. Takrat se je čas v kraju ustavil do konca leta 2003, ko so se na svoje domove vrnili prvi povratniki. Nekatere hiše so bile med operacijo Oluja požgane in porušene. Pred vojno je imel Islam Grčki preko 1,400 prebivalcev, skoraj izključno srbske nacionalnosti.

## Demografija
| Pregled števila prebivalcev po letih | Pregled števila prebivalcev po letih | Pregled števila prebivalcev po letih | Pregled števila prebivalcev po letih | Pregled števila prebivalcev po letih | Pregled števila prebivalcev po letih | Pregled števila prebivalcev po letih | Pregled števila prebivalcev po letih | Pregled števila prebivalcev po letih | Pregled števila prebivalcev po letih | Pregled števila prebivalcev po letih | Pregled števila prebivalcev po letih | Pregled števila prebivalcev po letih | Pregled števila prebivalcev po letih | Pregled števila prebivalcev po letih |
| ------------------------------------ | ------------------------------------ | ------------------------------------ | ------------------------------------ | ------------------------------------ | ------------------------------------ | ------------------------------------ | ------------------------------------ | ------------------------------------ | ------------------------------------ | ------------------------------------ | ------------------------------------ | ------------------------------------ | ------------------------------------ | ------------------------------------ |
| 1857                                 | 1869                                 | 1880                                 | 1890                                 | 1900                                 | 1910                                 | 1921                                 | 1931                                 | 1948                                 | 1953                                 | 1961                                 | 1971                                 | 1981                                 | 1991                                 | 2001                                 |
| 480                                  | 665                                  | 561                                  | 552                                  | 621                                  | 846                                  | 703                                  | 843                                  | 1117                                 | 1152                                 | 1277                                 | 1400                                 | 1239                                 | 1139                                 | 108                                  |